# ATP de Maiorca
O ATP de Maiorca – ou Mallorca Championships, atualmente – é um torneio de tênis profissional masculino, de nível ATP 250.
Realizado em Calvià, na ilha de Maiorca, no leste da Espanha, retornou em 2021. Estava programado para reestreia um ano antes, mas não aconteceu por causa da pandemia de COVID-19. Os jogos são disputados em quadras de grama durante o mês de junho.

## Finais

### Simples
| Ano                                                         | Campeão             | Vice-campeão          | Resultado      |
| ----------------------------------------------------------- | ------------------- | --------------------- | -------------- |
| 2024                                                        | Alejandro Tabilo    | Sebastian Ofner       | 6–3, 6–4       |
| 2023                                                        | Christopher Eubanks | Adrian Mannarino      | 6–1, 6–4       |
| 2022                                                        | Stefanos Tsitsipas  | Roberto Bautista Agut | 6–4, 3–6, 7–62 |
| 2021                                                        | Daniil Medvedev     | Sam Querrey           | 6–4, 6–2       |
| Torneio não realizado em 2020 devido à pandemia de COVID-19 |                     |                       |                |
| Torneio não realizado entre 2019 e 2003                     |                     |                       |                |
| 2002                                                        | Gastón Gaudio       | Jarkko Nieminen       | 6–2, 6–3       |
| 2001                                                        | Alberto Martín      | Guillermo Coria       | 6–3, 3–6, 6–2  |
| 2000                                                        | Marat Safin         | Mikael Tillström      | 6–4, 6–3       |
| 1999                                                        | Juan Carlos Ferrero | Àlex Corretja         | 2–6, 7–5, 6–3  |
| 1998                                                        | Gustavo Kuerten     | Carlos Moyà           | 56–7, 6–2, 6–3 |

### Duplas
| Ano                                                         | Campeões                          | Vice-campeões                       | Resultado          |
| ----------------------------------------------------------- | --------------------------------- | ----------------------------------- | ------------------ |
| 2024                                                        | Julian Cash Robert Galloway       | Diego Hidalgo Alejandro Tabilo      | 6–4, 6–4           |
| 2023                                                        | Yuki Bhambri Lloyd Harris         | Robin Haase Philipp Oswald          | 6–3, 6–4           |
| 2022                                                        | Rafael Matos David Vega Hernández | Ariel Behar Gonzalo Escobar         | 7–65, 66–7, [10–1] |
| 2021                                                        | Simone Bolelli Máximo González    | Novak Djokovic Carlos Gómez-Herrera | w.o.               |
| Torneio não realizado em 2020 devido à pandemia de COVID-19 |                                   |                                     |                    |
| Torneio não realizado entre 2019 e 2003                     |                                   |                                     |                    |
| 2002                                                        | Mahesh Bhupathi Leander Paes      | Julian Knowle Michael Kohlmann      | 6–2, 6–4           |
| 2001                                                        | Donald Johnson Jared Palmer       | Feliciano López Francisco Roig      | 7–5, 6–3           |
| 2000                                                        | Michaël Llodra Diego Nargiso      | Alberto Martín Fernando Vicente     | 7–62, 7–63         |
| 1999                                                        | Lucas Arnold Ker Tomas Carbonell  | Alberto Berasategui Francisco Roig  | 6–1, 6–4           |
| 1998                                                        | Pablo Albano Daniel Orsanic       | Jiří Novák David Rikl               | 7–69, 6–3          |